# Сан-Рамон (Чили)
Сан-Рамо́н (исп. San Ramón) — коммуна в Чили. Одна из городских коммун города Сантьяго. Коммуна входит в состав провинции Сантьяго и Столичной области.
Территория — 7 км². Численность населения — 82 900 жителей (2017). Плотность населения — 11 842,8 чел/км².

## Расположение
Коммуна расположена на юге города Сантьяго.
Коммуна граничит:
- на севере — c коммуной Сан-Мигель
- на востоке — с коммуной Ла-Гранха
- на юге — c коммуной Ла-Пинтана
- на западе — c коммуной Ла-Систерна, Эль-Боске

## Демография
Согласно сведениям, собранным в ходе переписи 2017 г. Национальным институтом статистики (INE),  население коммуны составляет:
| Полное население                          | Полное население                          | Полное население                          | Полное население                          | Полное население                          | 82 900  |
| ----------------------------------------- | ----------------------------------------- | ----------------------------------------- | ----------------------------------------- | ----------------------------------------- | ------- |
| в том числе:                              | Городское население                       | 82 900                                    | Процент городского населения, %           | 100                                       |         |
|                                           | Сельское население                        | 0                                         | Процент сельского населения, %            | 0                                         |         |
|                                           | Мужское население                         | 40 873                                    | Процент мужского населения, %             | 49,30                                     |         |
|                                           | Женское население                         | 42 027                                    | Процент женского населения, %             | 50,70                                     |         |
| Плотность населения, чел./км²             | Плотность населения, чел./км²             | Плотность населения, чел./км²             | Плотность населения, чел./км²             | Плотность населения, чел./км²             | 11842,8 |
| Население коммуны в % к населению области | Население коммуны в % к населению области | Население коммуны в % к населению области | Население коммуны в % к населению области | Население коммуны в % к населению области | 1,17    |

| Динамика изменения населения коммуны | Динамика изменения населения коммуны | Динамика изменения населения коммуны | Динамика изменения населения коммуны |
| ------------------------------------ | ------------------------------------ | ------------------------------------ | ------------------------------------ |
| 1992                                 | 2002                                 | 2012                                 | 2017                                 |
| 100 817                              | 94 906▼                              | 85 195▼                              | 82 900▼                              |